# Общество друзей советского кино
О́бщество друзе́й сове́тского кино́ (О́бщество друзе́й сове́тской кинематогра́фии) (ОДСК) — советская массовая добровольная общественная организация, созданная в 1925 году по инициативе Ассоциации революционной кинематографии (АРК) и Главполитпросвета Наркомпроса РСФСР.
За период своей деятельности общество провело большую работу в помощь кинофикации страны, особенно деревни, создало кинокружки на фабриках и заводах, развернуло кинолюбительское движение, организовало работу в учебных заведениях и при кинотеатрах.

## История
В начале 1924 года было создано Общество строителей пролетарского кино (ОСПК) — добровольная «организация трудящихся, заинтересованных в использовании фильмы в целях строительства новой жизни». Однако работа общества была признана неудовлетворительной, отмечалось, что первичные «ячейки страдали „бездельем“, тщетно пытаясь найти нужные формы работы», а «массы, не получившие удовлетворения, отошли от ОСПК».
В феврале 1925 года в Агитпропе ЦК РКП(б) состоялось совещание по вопросу организации нового общественного объединения — Общества друзей советского кино (ОДСК), а  в марте ЦК РКП(б) одобрил вопрос о создании общества.
Согласно уставу, утверждённому 24 июля 1925 года (по другим сведениям несколько ранее) Народным комиссариатом внутренних дел РСФСР, общество ставило перед собой следующие цели:
- всемерное содействие строительству советского кино как орудия просвещения масс, пропаганды идей коммунизма и советского строительства;
- борьбу против проникновения в кино явной и замаскированной пропаганды буржуазной или мелкобуржуазной идеологии;
- приближение кино к рабочим и крестьянским массам.

В обращении оргбюро ОДСК отмечалось, что общество создаётся «для активного творчества масс в области советского кино». 1 октября 1925 года  руководители ОСПК Д. Н. Бассалыго и В. С. Иосилевич объявили о самороспуске организации и предложили всем ячейкам ОСПК «в организационном порядке влиться, переходя со всем своим активом в Общество Друзей Советского Кино». ЦК РЛКСМ, Главполитпросвет поддержали создание ОДСК и призвали оказывать содействие обществу на местах.
12 ноября 1925 года состоялась московская конференция по выбору Центрального совета ОДСК, председателем Центрального совета был избран Ф. Э. Дзержинский. Во временный Центральный совет вошли: С. А. Бала-Добров, П. А. Бляхин, Д. Вертов, М. П. Ефремов, В. С. Иосилевич, В. Г. Кнорин, А. Л. Курс, Н. А. Лебедев, В. Н. Мещериков, Я. А. Протазанов, А. Е. Разумный, С. И. Сырцов, Э. К. Тиссэ, Е. Л. Файнберг, С. М. Эйзенштейн и другие.

## Деятельность
В течение первых двух лет общество не проводило какой-либо плановой работы, низовые организации на местах возникали самостоятельно как на территории РСФСР, так и в других союзных республиках. Создавались первичные ячейки на предприятиях, в учебных заведениях, в сельской местности и частях Красной армии, выпускались региональные газеты, открывались курсы сельских киномехаников. С марта 1927 года газета «Кино» стала выходить как орган Центрального совета ОДСК. В январе 1928 года на Первой Всероссийской конференции ОДСК председателем Центрального совета был избран Я. Э. Рудзутак. К этому времени общество достаточно окрепло, было создано около 400 первичных ячеек, число членов общества достигло 35 тыс.. Плакаты с призывом «Все в ОДСК!» появлялись даже в небольших провинциальных городках. Агитфильмы ОДСК с таким же призывом демонстрировались перед началом игровых картин.
Работа общества велась по нескольким направлениям: помощь в кинофикации городов и сёл, организация общественных просмотров и пропаганда кино через печать, изучение зрительских запросов, руководство развитием массового кинофотолюбительского движения.
В феврале 1928 года в Москве ОДСК были открыты заочные курсы с тремя отделениями: киносценарным, киномехаников и фотоотделением. К концу 1928 года насчитывалось более 50 краевых, областных, окружных, губернских и республиканских советов ОДСК, число членов общества составляло уже 50 тыс.. При Центральном совете общества были созданы секции: военная, фотокинолюбительская, детско-школьная, деревенская, культурфильмы, по изучению зрителя.
В ряде местных организаций ОДСК успешно проходили съёмки хроникальных любительских фильмов. В январе 1927 года ОДСК заключило договор с «Совкино» об использовании в союзных киножурналах хроники, снятой кинолюбителями. Были созданы 25 крупных съёмочных кинобаз, которые объединяли деятельность примерно сотни кинокружков, что позволило наладить регулярный выпуск местных кинохроник, а в ряде городов (Вологде, Ростове-на-Дону, Воронеже и некоторых других) и производство отдельных полнометражных картин на местные темы.
Ячейками ОДСК организовывались фотовыставки и фотоэкскурсии, проводились лекции о кинофотоискусстве, просмотры кинокартин и обсуждение их зрителем. Мнение зрителя определялось также проводимым ОДСК анкетированием.

На каждом крупном заводе, в деревнях созданы филиалы этой организации. Общество производит опрос зрителей, <…> интересуется их мнением о каждой картине, собирает их высказывания о форме, о том, понятна ли картина, какие в ней недостатки и насколько она отвечает запросам зрителей.— Сергей Эйзенштейн.
В начале 1929 года ОДСК поддержало творческую группу «Кино-глаза». В 1930 году численность членов общества достигла 110 тыс. человек.
Председателями правления ОДСК являлись К. И. Шутко (1925), К. А. Мальцев (1926—1928), А. Я. Голышев (1929). Правление ОДСК периодически менялось, в состав правления в разные годы входили: С. А. Бала-Добров, П. А. Бляхин, М. П. Ефремов, А. Л. Курс, Б. Ф. Малкин, В. Н. Мещериков, А. Р. Орлинский, В. А. Сутырин, К. Ю. Юков и другие.
В июне 1930 года ОДСК было переименовано в Общество друзей советской кинематографии и фотографии (Общество друзей советского кино и фото) (ОДСКФ), заместителям председателя Центрального совета был избран Б. З. Шумяцкий, правление общества было преобразовано в президиум.
В сентябре 1931 года ОДСКФ было реорганизовано в Общество «За пролетарское кино и фото» (ОЗПКФ).
В 1932 году деятельность ОЗПКФ была подвергнута критике в печати. Общество обвинили в защите «чистопролетарской» культуры, сектантстве, рапповском уклоне. В феврале 1932 года Центральный совет общества был распущен.
После принятия в апреле 1932 года постановления ЦК ВКП(б) «О перестройке литературно-художественных организаций» работа ОЗПКФ была практически сведена на нет. Партийные и советские органы пришли к выводу, что поставленные перед ОЗПКФ задачи выполнены, успехи культурной революции снимали вопрос о необходимости пропаганды кино. 14 июля 1932 года вышло постановление ВЦИК о ликвидации ОЗПКФ. Были созданы ликвидационные комиссии, в 1934 году ОЗПКФ прекратило существование. Считается, что роспуск ОЗПКФ преследовал цель свертывания общественной киноинициативы и был направлен на утверждение господства единого партийного мнения в оценке кинопроцесса.